# Sidodadi (Seuruway)
Sidodadi is een bestuurslaag in het regentschap Aceh Tamiang van de provincie Atjeh, Indonesië. Sidodadi telt 362 inwoners (volkstelling 2010).